# Linea Meitetsu Tokoname
La Linea Meitetsu Tokoname  (名鉄常滑線本線?, Meitetsu Tokoname-sen) è una ferrovia suburbana a scartamento ridotto che collega le stazioni di Jingū-mae, a Nagoya e Tokoname, nella città omonima, nella prefettura di Aichi, in Giappone. La linea, di 29,3 km è anche utilizzata per i treni che collegano Nagoya con l'Aeroporto Internazionale Chūbu Centrair.

## Servizi
Le abbreviazioni sono a fini pratici per la lettura della tabella sottostante:
- L: Locale (普通?, Futsū)
S: Semiespresso (準急?, Junkyū)
E: Espresso (急行?, Kyūkō)
R: Espresso Rapido (快速急行?, Kaisoku Kyūkō)
EL: Espresso Limitato (特急?, Tokkyū)
MU: Espresso Limitato μSKY (ミュースカイ?, Myū Sukai) (espresso per l'Aeroporto Internazionale Chūbu Centrair)

## Stazioni
- Lo schema delle fermate è aggiornato al 17 dicembre 2011

Legenda
●: Tutti i treni fermano
▲: Fermano alcuni treni
｜: I treni passano senza fermarsi
| Stazione         | Giapponese | Distanza | L | S  | E  | R  | EL | MU | Collegamenti               | Posizione        | Posizione |
| ---------------- | ---------- | -------- | - | -- | -- | -- | -- | -- | -------------------------- | ---------------- | --------- |
| Jingū-mae        | 神宮前     | 0.0      | ● | ●  | ●  | ●  | ●  | ●  | ■ Linea Nagoya             | Atsuta-ku Nagoya | Aichi     |
| Toyoda Honmachi  | 豊田本町   | 1.4      | ● | \| | \| | \| | \| | \| |                            | Minami-ku Nagoya | Aichi     |
| Dōtoku           | 道徳       | 2.4      | ● | \| | \| | \| | \| | \| |                            | Minami-ku Nagoya | Aichi     |
| Ōe               | 大江       | 3.8      | ● | ●  | ●  | \| | \| | \| | ■ Linea Meitetsu Chikkō    | Minami-ku Nagoya | Aichi     |
| Daidōchō         | 大同町     | 5.3      | ● | ●  | ▲  | \| | \| | \| |                            | Minami-ku Nagoya | Aichi     |
| Shibata          | 柴田       | 6.1      | ● | ▲  | \| | \| | \| | \| |                            | Minami-ku Nagoya | Aichi     |
| Nawa             | 名和       | 7.5      | ● | \| | \| | \| | \| | \| |                            | Tōkai            | Aichi     |
| Shūrakuen        | 聚楽園     | 9.7      | ● | ●  | ▲  | \| | \| | \| |                            | Tōkai            | Aichi     |
| Shinnittetsu-mae | 新日鉄前   | 10.6     | ● | \| | ▲  | \| | \| | \| |                            | Tōkai            | Aichi     |
| Ōtagawa          | 太田川     | 12.3     | ● | ●  | ●  | ●  | ●  | ▲  | ■ Linea Meitetsu Kōwa      | Tōkai            | Aichi     |
| Owari Yokosuka   | 尾張横須賀 | 13.7     | ● | ●  | ●  | ●  | ●  | ▲  |                            | Tōkai            | Aichi     |
| Teramoto         | 寺本       | 15.1     | ● | ●  | ●  | \| | \| | \| |                            | Chita            | Aichi     |
| Asakura          | 朝倉       | 16.4     | ● | ●  | ●  | ●  | ●  | ▲  |                            | Chita            | Aichi     |
| Komi             | 古見       | 17.3     | ● | ●  | ●  | \| | \| | \| |                            | Chita            | Aichi     |
| Nagaura          | 長浦       | 18.7     | ● | \| | \| | \| | \| | \| |                            | Chita            | Aichi     |
| Hinaga           | 日長       | 21.0     | ● | \| | \| | \| | \| | \| |                            | Chita            | Aichi     |
| Shin Maiko       | 新舞子     | 22.5     | ● | ●  | ●  | ●  | ●  | ▲  |                            | Chita            | Aichi     |
| Ōnomachi         | 大野町     | 24.1     | ● | ●  | ●  | \| | \| | \| |                            | Tokoname         | Aichi     |
| Nishinokuchi     | 西ノ口     | 25.4     | ● | \| | ▲  | \| | \| | \| |                            | Tokoname         | Aichi     |
| Kabaike          | 蒲池       | 26.4     | ● | ▲  | ▲  | \| | \| | \| |                            | Tokoname         | Aichi     |
| Enokido          | 榎戸       | 27.5     | ● | \| | \| | \| | \| | \| |                            | Tokoname         | Aichi     |
| Taya             | 多屋       | 28.6     | ● | \| | \| | \| | \| | \| |                            | Tokoname         | Aichi     |
| Tokoname         | 常滑       | 29.3     | ● | ●  | ●  | ●  | ●  | ▲  | ■ Linea Meitetsu Aeroporto | Tokoname         | Aichi     |